# Eurobaròmetre
L'eurobaròmetre és una enquesta periòdica als ciutadans de la UE sobre assumptes d'interès general que inclou dades des de 1973, essent així un dels instruments més rellevants per analitzar l'evolució de l'opinió pública. En algunes edicions es desglossa per grups d'edat, per comparar les diferències generacionals.
L'eurobaròmetre es divideix entre edicions estàndards (dues l'any) i especials o flaix, on s'analitza un tema amb més profunditat. Els temés més recurrents són
- Nivell de felicitat
- Satisfacció general sobre la situació de la UE o el propi país
- Coneixement de la UE
- Ampliacions de la UE
- Relacions amb els Estats Units
- Immigració
- Llengües
- Moneda única i economia comuna